# 11854 Ludwigrichter
11854 Ludwigrichter eller 1988 RM3 är en asteroid i huvudbältet som upptäcktes den 8 september 1988 av den tyske astronomen Freimut Börngen vid Tautenburg-observatoriet. Den är uppkallad efter den tyske målaren Ludwig Richter.
Asteroiden har en diameter på ungefär 4 kilometer.